# Nemfémek
A fémek és a félfémek mellett a nemfémek képezik a kémiai elemek három nagy csoportjának egyikét, amely csoportok meghatározó tulajdonságai az ionizáció és a kémiai kötés. Ezek a tulajdonságok a nemfémek magas szintű elektronegatív jellegzetességével állnak összefüggésben, vagyis sokkal nagyobb erővel szereznek vegyértékelektront más atomokból, mint ahogy azokat átadnák.
A nemfémek közé tartoznak a halogének, a nemesgázok és a következő elemek, rendszámuk alapján sorba állítva őket (nemfémek kémiai sorozata):
- Hidrogén (H)
- Szén (C)
- Nitrogén (N)
- Oxigén (O)
- Foszfor (P)
- Kén (S)
- Szelén (Se)

A nemfémek általában a periódusos rendszer jobb felső részében helyezkednek el. Kivétel a hidrogén, amelynek helye a bal felső sarok, az alkálifémek csoport első tagja, de szinte minden körülmények között nemfémként viselkedik. Az elektromos vezető fémekkel ellentétben a nemfémek szigetelőként vagy félvezetőként viselkedhetnek. A nemfémek ionos kötést alkothatnak fémekkel, amelyben elektront nyernek, vagy más nemfémekkel kovalens kötés alakulhat ki. A nemfémek oxidjai savas vegyhatásúak.
Jelenleg tizennyolc nemfémet ismerünk, szemben a több, mint 80 fémmel, mégis a Föld jelentős részben nemfémekből épül fel, különösen a külső rétegei. Az élő szervezetek gyakorlatilag kizárólag nemfémekből állnak. A nemfémek nagy része (így a hidrogén, a nitrogén, az oxigén, a fluor, a klór, a bróm, és a jód) kétatomos, míg a többi többatomos molekulákból épül fel.